# Circoscrizione Île-de-France
La Circoscrizione Île-de-France è stato uno dei collegi elettorali in cui è stata suddivisa la Francia per le elezioni del Parlamento europeo. Essa coincide con l'area coperta dalla regione dell'Île-de-France.
Il collegio comprendeva una popolazione di circa 11 300 000 abitanti e ha eletto 14 europarlamentari tra il 2004 e il 2009, poi ridotti a 13 tra il 2009 e il 2014 e successivamente aumentati a 15 tra il 2014 e il 2019 (con una rappresentanza di 1 parlamentare ogni 805 000 persone).